# Beyond the Missouri Sky (Short Stories)
Beyond the Missouri Sky (Short Stories) è un album studio di Pat Metheny e Charlie Haden, entrambi provenienti dal Missouri. Pubblicato dalla Verve Records il 25 febbraio 1997, è stato premiato col Grammy per la Migliore Performance Jazz Strumentale alla quarantesima edizione del Grammy Awards.

## Tracce
1. Waltz for Ruth – 4:28 (Charlie Haden)
2. Our Spanish Love Song – 5:40 (Charlie Haden)
3. Message to a Friend – 6:13 (Pat Metheny)
4. Two for the Road – 5:16 (Henry Mancini, Leslie Bricusse)
5. First Song – 6:37 (Charlie Haden)
6. The Moon Is a Harsh Mistress – 4:05 (Jim Webb)
7. Precious Jewel – 3:47 (Roy Acuff)
8. He's Gone Away (Tradizionale) – 4:18
9. The Moon Song – 6:56 (Johnny Mandel)
10. Tears of Rain – 5:30 (Pat Metheny)
11. Cinema Paradiso [Love Theme] – 3:35 (Andrea Morricone)
12. Cinema Paradiso (Main Theme]) – 4:24 (Ennio Morricone)
13. Spiritual – 8:22 (Josh Haden)

## Formazione
- Pat Metheny - chitarra classica, chitarra acustica, arrangiamenti addizionali
- Charlie Haden - contrabbasso